# Roosevelt (Antarctica)
Roosevelt is een eiland in het oostelijke deel van de Rosszee bij Antarctica. Het maakt deel uit van de Ross Dependency, de territoriale claim van Nieuw-Zeeland op Antarctica.

## Beschrijving
Roosevelt ligt ongeveer 100 km ten westen van Marie Byrdland. Het eiland wordt omsloten door het Ross-ijsplateau en is geheel bedekt met ijs en sneeuw. Roosevelt is ongeveer 130 km lang, 65 km breed en 7.500 km² groot. Het hoogste punt ervan bevindt zich op 550 m boven de zeespiegel. Zo'n 30 km ten noordwesten van Roosevelt liggen de eilandjes Little America I en Little America II. Volgens sommige bronnen zouden ook ten zuidoosten van Roosevelt nog enkele eilandjes liggen.
Roosevelt is in 1934 ontdekt door de Amerikaanse poolreiziger Richard E. Byrd, die het noemde naar Franklin Delano Roosevelt, de toenmalige president van de Verenigde Staten.